# Nkosi Johnson
Nkosi Johnson (nacido Xolani Nkosi; 4 de febrero de 1989 - 1 de junio de 2001) fue un niño sudafricano que nació con VIH. Gracias a su labor como activista, pudo influir en las percepciones públicas sobre la pandemia y sus efectos antes de su muerte a los 12 años. Fue clasificado quinto entre los grandes sudafricanos de SABC3. Al momento de su muerte, era el niño nacido con VIH positivo que había sobrevivido más tiempo.

## Biografía
Nkosi nació en Nonhlanhla Daphne Nkosi en un pueblo cerca de Dannhauser, Sudáfrica, en 1989. Nunca conoció a su padre. Nkosi era VIH positivo desde su nacimiento, siendo legalmente adoptado por Gail Johnson, un practicante de Relaciones Públicas de Johannesburgo, cuando su propia madre, debilitada por la enfermedad, ya no podía cuidarlo.
El joven Nkosi Johnson llamó la atención pública por primera vez en 1997, cuando una escuela primaria en el suburbio de Melville, en Johannesburgo, se negó a aceptarlo como alumno debido a su estado seropositivo. El incidente causó revuelo en los más altos niveles políticos: la Constitución de Sudáfrica prohíbe la discriminación por motivos médicos y la escuela luego revocó su decisión. 
La madre biológica de Nkosi murió de una enfermedad empeorada por la debilitación de su sistema inmunológico a causa de su VIH/SIDA en el mismo año en que él comenzó la escuela.  
Su propia condición empeoró constantemente a lo largo de los años, aunque, con la ayuda de medicamentos y tratamiento, pudo llevar una vida bastante activa en la escuela y en el hogar.
Nkosi fue el orador principal en la XIII Conferencia Internacional de Sida realizada en el estadio de cricket Kingsmead, en Durban, Sudáfrica, donde alentó a las personas con VIH/SIDA a ser abiertas sobre la enfermedad y buscar la igualdad de trato. Nkosi terminó su discurso con las palabras: 

"Cuídanos y acéptanos -Todos somos seres humanos. Somos normales. Tenemos manos. Tenemos pies. Podemos caminar, podemos hablar, tenemos necesidades como todos los demás -no nos tengas miedo- ¡todos somos iguales!"
Nkosi Johnson, 9 de julio de 2000.

Nelson Mandela se refirió a Nkosi como un "ícono de la lucha por la vida".
Junto con su madre adoptiva, Nkosi fundó un refugio para madres VIH positivas y sus hijos, Nkosi's Haven, en Johannesburgo. En noviembre de 2005, Gail representó a Nkosi cuando recibió póstumamente el Premio Internacional de la Paz Infantil de manos de Mijaíl Gorbachov. Nkosi's Haven recibió un premio de US $ 100,000 de la Fundación KidsRights. 
Nkosi está enterrado en el cementerio Westpark en Johannesburgo.

## Legado
- La vida de Nkosi es el tema del libro We Are All the Same de Jim Wooten.[9]
- El poeta MK Asante dedicó su libro de 2005 Beautiful. And Ugly Too a Nkosi. El libro también presenta un poema titulado "El espíritu de Nkosi Johnson".[10]
- Una canción titulada "Do All You Can" subtitulada como la canción de Nkosi, fue grabada por el grupo musical espiritual Devotion.
- Las palabras de Nkosi son la inspiración de la canción "We Are All the Same", escrita por NALEDi en junio de 2001. Esta canción fue grabada y lanzada en su álbum de 2003 In The Rain.
- La oficina central de CAFCASS en el Departamento de Educación y Habilidades (Edificios Santuario) de Londres, tiene una sala de reuniones con el nombre de Johnson.
- La Universidad de Stellenbosch tiene una residencia que lleva su nombre en su Campus Médico en Tygerberg.
- El 4 de febrero de 2020, Google celebró a Johnson con un doodle en su honor. Ese día habría cumplido 31 años.[11]